# Kate Nelligan
Kate Nelligan est une actrice canadienne, née le 16 mars 1950 à London (Ontario, Canada).

## Biographie
Très active à la télévision dès le début des années 70 et jusqu'en 2010, date à laquelle elle se fait plus discrète, Kate Nelligan devient un solide second rôle dans diverses grandes productions hollywoodiennes, telles que Frankie et Johnny de Garry Marshall en 1991, où elle côtoie Al Pacino et Michelle Pfeiffer. Pour ce rôle de serveuse délurée, elle remporte le BAFTA de la meilleure comédienne dans un second rôle.
La même année, on la retrouve dans Le Prince des marées, réalisé par Barbra Streisand qui en partage aussi l'affiche avec Nick Nolte. Sa prestation vaut à Kate Nelligan une nomination à l'Oscar de la Meilleure actrice dans un second rôle.
La comédienne est ensuite au générique d'Ombres et Brouillard de Woody Allen, sorti en 1992. En 1994, elle est l'épouse de Jack Nicholson dans Wolf, réalisé par Mike Nichols et en 1996, elle partage l'affiche féminine du film Le Patchwork de la vie de Jocelyn Moorhouse (avec aussi Winona Ryder, Ellen Burstyn et Anne Bancroft) avant d'enchaîner avec Personnel et confidentiel où elle retrouve Michelle Pfeiffer.
La comédienne fut à de nombreuses reprises nommée pour différents prix, dont quatre fois aux Tony Awards pour ses prestations théâtrales, mais sans remporter le trophée.

## Filmographie

### Cinéma
- 1975 : Une Anglaise romantique de Joseph Losey : Isabel
- 1979 : Dracula de John Badham : Lucy Seward
- 1980 : Mr. Patman de John Guillermin : Peabody
- 1981 : L'Arme à l'œil de Richard Marquand : Lucy
- 1983 : Avis de recherche (Without a Trace) de Stanley R. Jaffe : Susan Selky
- 1985 : Eleni de Peter Yates : Eleni
- 1987 : Contrôle de Giuliano Montaldo : Sarah Howell
- 1990 : White Room de Patricia Rozema : Jane
- 1991 : Frankie et Johnny de Garry Marshall : Cora
- 1991 : Le Prince des marées de Barbra Streisand : Lila Wingo Newbury
- 1992 : Ombres et Brouillard de Woody Allen : Eve
- 1993 : Fatal Instinct de Carl Reiner : Lana Ravine
- 1994 : By Woman's Hand de Pepita Ferrari : Narratrice
- 1994 : Wolf de Mike Nichols : Charlotte Randall
- 1995 : Margaret's Museum de Mort Ransen (en) : Catherine MacNeil
- 1995 : Le Patchwork de la vie de Jocelyn Moorhouse : Constance Saunders
- 1996 : Personnel et confidentiel de Jon Avnet : Joanna Kennelly
- 1998 : US Marshals de Stuart Baird : United States Marshal Catherine Walsh
- 1998 : Boy Meets Girl (en) de Jerry Ciccoritti : Mrs. Jones
- 1999 : L'Œuvre de Dieu, la Part du Diable de Lasse Hallström : Olive Worthington

### Télévision

#### Téléfilms
- 1975 : Le Comte de Monte-Cristo : Mercedes
- 1977 : Bethune
- 1979 : Mesure pour mesure : Isabella
- 1982 : Victims : Ruth Hession
- 1987 : Chaque meurtre a son prix : Kitty
- 1989 : La rage d'aimer : JoAnn Thatcher
- 1992 : Pour le meilleur et pour le pire : Kay
- 1992 : Au-delà de la décence : Susan Miori
- 1992 : The Diamond Fleece : Holly
- 1993 : Abus de confiance : Stephanie Chadford
- 1994 : Une famille à l'épreuve : Elise
- 1994 : Les Jumelles Dionne : Helena Reid
- 1995 : Le combat pour la vie : Sheila Walker
- 1996 : Avis de coup de vent : Margaret Pfeiffer
- 1996 : Captive Heart: The James Mink Story : Elizabeth Mink
- 1999 : De tout mon cœur : Kathryn McClain
- 1999 : Vote sous influence  : Justice Sara Marie Brandwynne
- 2000 : Le Drame du vol 111 : Kate O'Rourke
- 2001 : Walter and Henry : Elizabeth
- 2003 : Les Aventuriers des mondes fantastiques : Mrs. Which
- 2006 : L'Enfant de la nuit : Vera Miller

#### Séries télévisées
- 1972 : The Edwardians : Alice Keppel
- 1973 : Country Matters
- 1971 : La Grande Aventure de James Onedin : Leonora Biddulph
- 1974 : The Arcata Promise : Laura
- 1976 : The Lady of the Camellias : Marguerite
- 1980 : Thérèse Raquin : Thérèse
- 1980 : Forgive Our Foolish Ways : Vivien Lanyon
- 1991 : C'était hier : Kate
- 1991 : Three Hotels : Barbara Hoyle
- 1991 : Golden Fiddles : Anne Balfour
- 2004 : Human Cargo : Mina Wade
- 2010 : New York, unité spéciale (saison 11, épisode 22) : juge Sylvia Quinn
- 2010 : New York, unité spéciale (saison 12, épisode 9) : juge Sylvia Quinn

## Voix françaises
Parmi les différentes comédiennes qui ont doublé Kate Nelligan, se trouvent Marie Vincent pour Frankie et Johnny et Ombres et Brouillard ainsi que Véronique Augereau pour Le Patchwork de la vie.